# Olive Byrne
Pour les articles homonymes, voir Byrne.
Olive Byrne, de son nom de plume Olive Richard, née le 19 février 1904 et morte le 19 mai 1990,, était la partenaire de William Moulton Marston et de sa femme Elizabeth Holloway. Elle a servi de modèle au personnage de Wonder Woman, créé par Marston.

## Biographie
Byrne est née dans une famille irlandaise américaine, sa mère Ethel Byrne étant accouchée par sa tante Margaret Sanger, à Corning, New York, 1904. Deux ans plus tard, Ethel Byrne laisse Olive et son frère de trois ans, Jack, au domicile de leurs grands-parents paternels pour les protéger de leur père violent. Ethel ne leur rend visite qu'une fois, quand Byrne a six ans. Elle a ensuite été élevée par ses grands-parents jusqu'à leur mort en 1914, date à laquelle elle a été envoyée dans un orphelinat catholique. 
En 1917, lors de la célèbre grève de la faim d'Ethel Byrne, Margaret Sanger vint à l'orphelinat et rencontra Olive pour la première fois pour lui parler de sa mère et de son travail. Olive revoit sa mère pour la première fois depuis dix ans à l'âge de 16 ans, et commence à passer du temps avec Ethel et son amant Rob Parker. Tout en restant avec eux, elle a été exposée à une grande partie du travail de Sanger tel que Woman and the New Race, The Pivot of Civilization, et les idées de «maternité volontaire» et de liberté sexuelle.
Byrne entre dans sa première année à l'Université Tufts, étudiant la médecine à la demande de sa mère. À la fin de l'année scolaire, elle avait été initiée à la sororité, Alpha Omicron Pi. Elle avait une apparence typiquement androgyne avec une coiffure courte de type "Eton Crop" et était connue sur le campus pour son lien avec Sanger. Elle a travaillé au Bureau de recherche clinique de Sanger pendant les vacances de Noël.
Byrne a rencontré William et Elizabeth Marston en 1925 alors qu'elle était senior à l'Université Tufts. William était son professeur de psychologie et elle est rapidement devenue son assistante de recherche, l'emmenant même dans sa sororité pour faire certaines de ses recherches. Elle a joué un rôle déterminant dans l'initiation au monde des fêtes de naissance de sororité (dans lesquelles les filles de première année sont tenues de s'habiller comme des bébés et sont traitées comme des enfants), au cours desquelles il a réalisé certaines de ses expériences sur les réactions humaines au pouvoir. 
Après avoir obtenu son diplôme, elle a emménagé avec les Marston et a prévu de commencer un programme de doctorat en psychologie. Finalement, elle a abandonné son programme pour s'occuper du premier des enfants de Holloway, Moulton "Pete" Marston. La même année, William a publié Emotions of Normal People, une défense de nombreux comportements considérés comme des tabous sexuels à l'époque, en utilisant une grande partie des recherches originales de Byrne qu'elle avait effectuées pour son doctorat et en consacrant le travail à cinq femmes, Byrne incluse. Il n'a reçu presque aucune attention du reste de la communauté académique autre qu'une critique, écrite par Byrne elle-même, sous son nom alternatif Olive Richard dans The Journal of Abnormal and Social Psychology.
En novembre, elle «épousa» à la fois William et Elizabeth, portant des bracelets à large bande sur chaque bras au lieu d'une bague, et à partir de ce moment-là désignée le 21 novembre comme «anniversaire». En 1931, elle eut son premier fils, Byrne, et l'année suivante, elle eut son deuxième et dernier, Donn. En 1935, les deux garçons ont été officiellement adoptés par les Marston. Elle a commencé à travailler comme rédactrice pour Family Circle la même année sous son nom de Richard. Son premier article portait sur Marston, son polygraphe et son expérience de sa rencontre avec lui et ses enfants - sans mentionner sa relation avec lui ou que deux des enfants étaient les siens. Elle a aidé à taper de nombreux scripts Wonder Woman de Marston.